# Clandestino (singolo Manu Chao)
Clandestino è un brano musicale del cantautore francese Manu Chao, il secondo estratto dall'album omonimo, suo primo album in studio; venne pubblicato il 1º luglio 2000.

## Il contenuto ed il significato del brano
La canzone parla dei problemi delle migrazioni, che le autorità governative non riescono a risolvere. Gli immigrati clandestini si spostano affrontando pericolosi viaggi in mare ed ovunque arrivino hanno spesso problemi con le autorità. La canzone vuole richiamare l'attenzione sulla sofferenza degli immigrati illegali, sull'ingiustizia della loro situazione e condanna l'emarginazione, la discriminazione e l'isolamento a cui spesso sono costretti.
In questa canzone, Manu Chao fa riferimenti al suo vecchio gruppo, i Mano Negra.

## Tracce
1. Clandestino
2. Bienvenido a tijuana (More Image Version)
3. Mama Call
4. Clandestino (Enhanced Video)

## Cover
- Adriana Calcanhotto (Público - (Ao Vivo), 2000)
- Tihuana  (Ilegal, 2000)
- Fiorella Mannoia  (Concerti, 2004)
- Scala & Kolacny Brothers (2005)
- El Gafla (duetto con Manu Chao) (pA/Ris-Casbah, 2006)
- José Mercé
- NoBraino, traduzione in italiano
- Modena City Ramblers, dopo averla interpretata più volte dal vivo la incidono nell'album Tracce clandestine del 2015
- Alfa realizza un campionamento del brano intitolato A me mi piace insieme allo stesso Manu Chao nel 2025.

## Classifiche
| Paese   | Posizione più alta |
| ------- | ------------------ |
| Francia | 196                |